# 3816 Chugainov

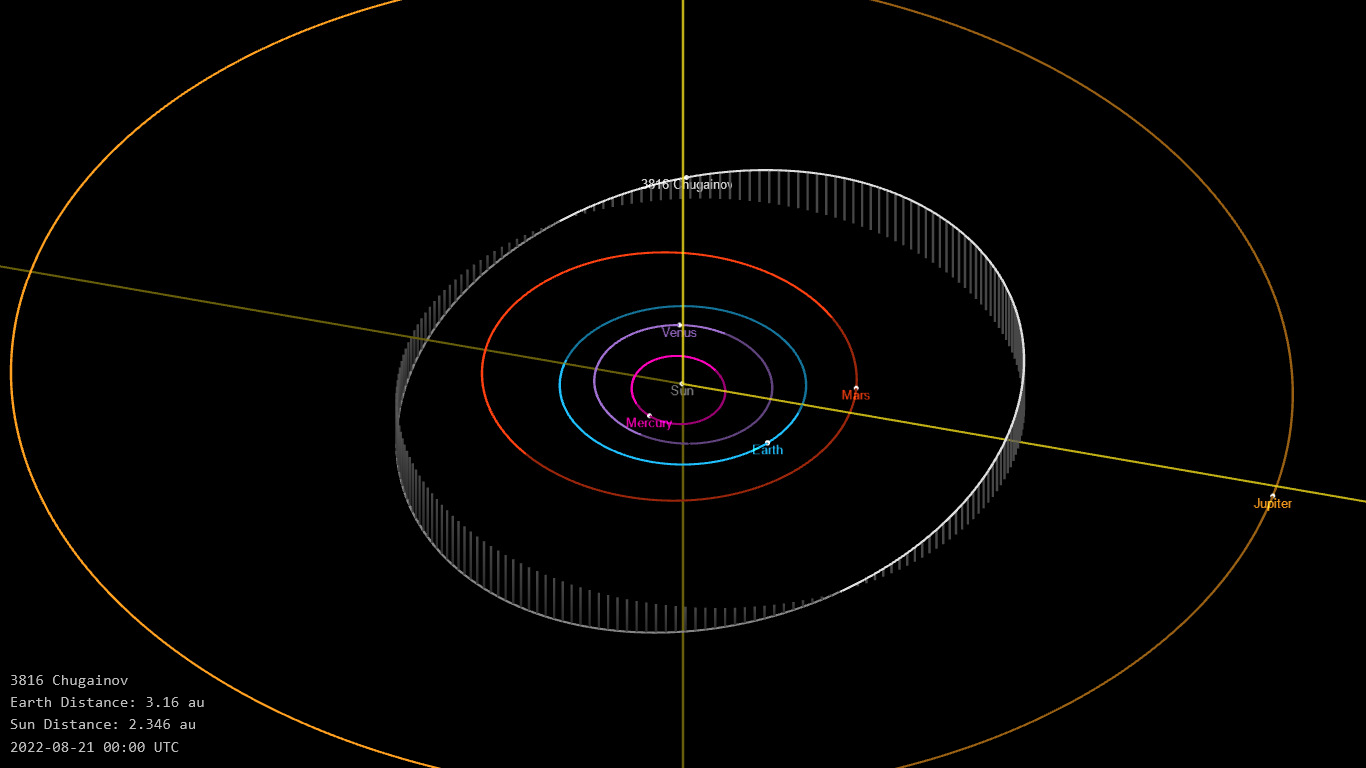
Orbita di 003816 Chugainov

3816 Chugainov è un asteroide della fascia principale. Scoperto nel 1975, presenta un'orbita caratterizzata da un semiasse maggiore pari a 2,6090017 UA e da un'eccentricità di 0,1231372, inclinata di 12,15317° rispetto all'eclittica.